# 波呂克斯冰原島峰
65°5′S 59°53′W / 65.083°S 59.883°W
波呂克斯冰原島峰（英語：Pollux Nunatak）是南極洲的冰原島峰，位於葛拉漢地的奧斯卡二世海岸，處於羅伯特森島西北面3.7公里，屬於錫爾冰原島峰的一部分，現時由南極條約體系管理。